# Robert Selfelt
Johan Robert Selfelt (22 de mayo de 1903-24 de agosto de 1987) fue un jinete sueco que compitió en la modalidad de concurso completo. Participó en los Juegos Olímpicos de Londres 1948, obteniendo dos medallas, plata en la prueba por equipos y bronce en individual.

## Palmarés internacional
| Juegos Olímpicos | Juegos Olímpicos      | Juegos Olímpicos  | Juegos Olímpicos |
| Año              | Lugar                 | Medalla           | Categoría        |
| ---------------- | --------------------- | ----------------- | ---------------- |
| 1948             | Londres (Reino Unido) | Medalla de plata  | Por equipos      |
| 1948             | Londres (Reino Unido) | Medalla de bronce | Individual       |